# 绿中海
绿中海（英語：Pangkor Laut Island，也译作翡翠帝王岛）是坐落于马来西亚霹雳州曼绒县邦咯岛西南侧的一座小海岛，属于邦咯岛的数十个群岛中的一座。绿中海是马来西亚最顶级的私人度假岛屿，也是“世界十大蜜月景点”之一，拥有“世界最浪漫的海岛”的美名。

## 历史
在第二次世界大战马来亚日占时期期间，绿中海曾今是英国军官弗雷德里克·斯宾塞·查普曼(英語：Frederick Spencer Chapman)制造潜水艇大门的地方。卢奇亚诺·帕瓦罗蒂也曾于1994年登岛参观，并深情陈称赞到：“当这上天赐与凡间的美丽天堂出现在我眼前，我的眼泪几乎夺眶而出。”2002年，帕瓦罗蒂宣布岛上的的水疗（英語：Spa）度假村开业。

## 地理
绿中海是一座私人岛屿，位于马六甲海峡马来西亚侧西海岸外3公里处。由于绿中海地理位置接近赤道，其气候潮湿炎热，属于亚洲热带型雨林气候，受海洋影响较大，全年气候温和湿润。整座岛屿地势多为丘陵，起伏较大，海拔最高处可到大约100米。绿中海大部分面积覆盖着茂密的热带雨林，仅有岛屿东北侧开发成了岛上唯一一座度假酒店。其他大部分地区仍然保留着原貌。绿中海有3个主要的白沙海滩，分别是：坐落于小岛西侧的翡翠湾（英語：Emerald Bay）,以及坐落在东侧的皇家湾(英語：Royal Bay)和珊瑚湾(英語：Coral Bay)，其中，翡翠湾是世界十大著名沙滩之一。